# 江南乡 (大化县)
江南乡，是中华人民共和国广西壮族自治区河池市大化瑶族自治县下辖的一个乡镇级行政单位。

## 行政区划
江南乡下辖以下地区：
江洲村、发瑞村、塘么村、带林村、龙凤村、合民村、陇丘村、弄汉村、法棠村、弄文村、尝梅村、上和村和九怀村。